# Cerete
Cerete [ʧeˈreːte] (Serét [seˈɾet] in dialetto bergamasco) è un comune italiano sparso di 1 624 abitanti della provincia di Bergamo in Lombardia. Appartiene alla Comunità montana della Valle Seriana e all'Unione Comuni della Presolana.

## Geografia fisica

### Territorio
Il territorio di Cerete è posto nella media Val Borlezza, sulla parte destra del fiume Borlezza, ed è attraversato dal torrente Cula, che avendo una portata d'acqua costante durante tutto l'anno, veniva e viene usato come forza motrice per i mulini del paese.
Sebbene faccia parte amministrativamente dei paesi della Val Seriana, Cerete, geograficamente appartiene al bacino idrico-montano dell'Oglio, in quanto il fiume che lo attraversa sfocia nel Lago d'Iseo. Il ghiacciaio che per due milioni di anni lo attraversava fino a raggiungere l'altopiano di Clusone, era quello che aveva la provenienza Val Camonica. Le colline moreniche ne sono testimonianza tra Cerete e le località di San Lorenzo e di Songavazzo. Lungo il corso del Borlezza sul fondovalle, son visibili tracce dell'antica torbiera, lasciate dall'erosione del torrente.
Parte da un'altitudine di 407 metri sull'alveo del fiume, fino a raggiungere i 1.419 della sua cima più alta, cima Lusù. Il comune è formato da tre frazioni principali: Cerete Alto, Cerete Basso e Novezio, a cui si aggiungono le località di Barcolo e Cedrini.

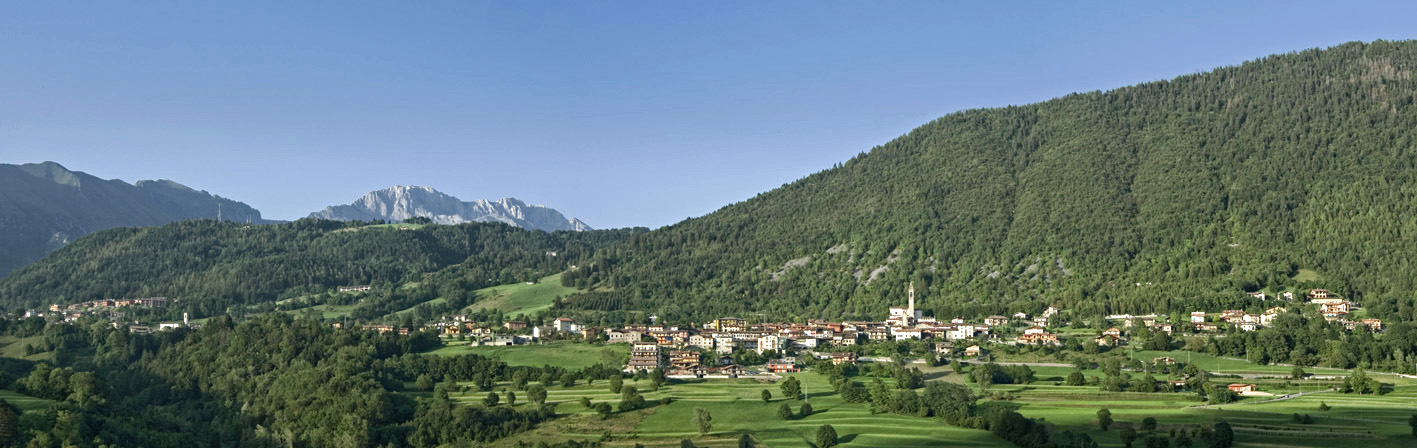
Le montagne che circondano Cerete a Nord

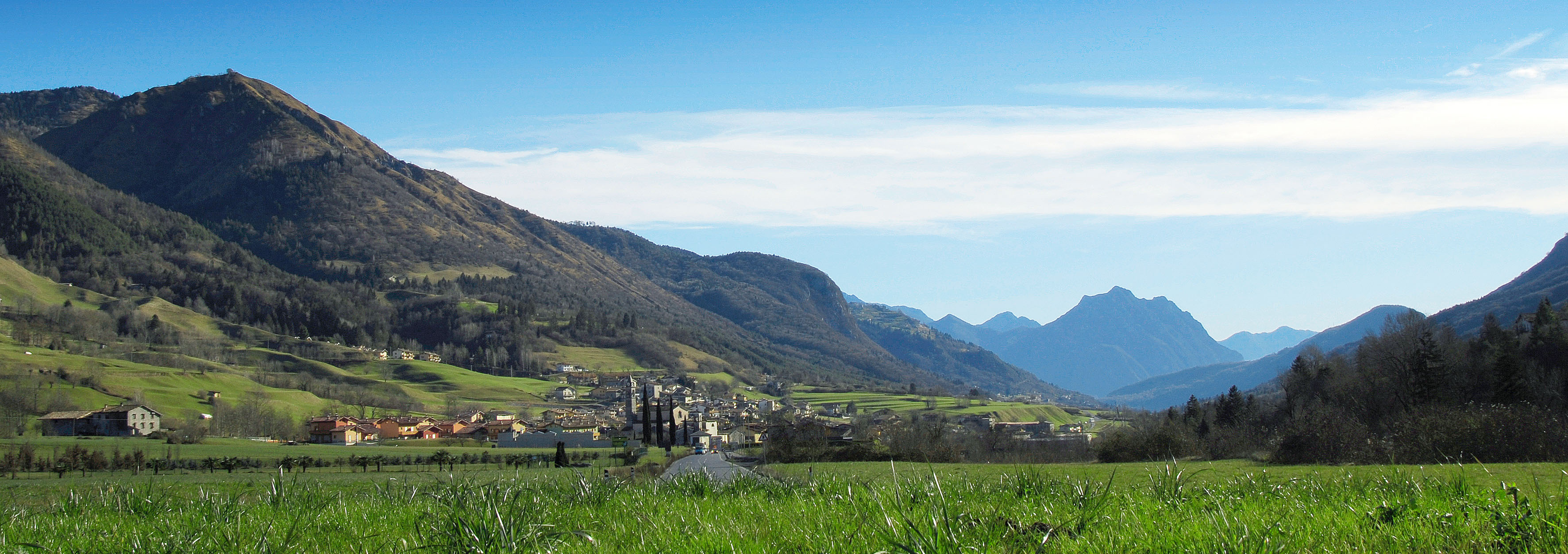
Le montagne che circondano Cerete da Est a Sud

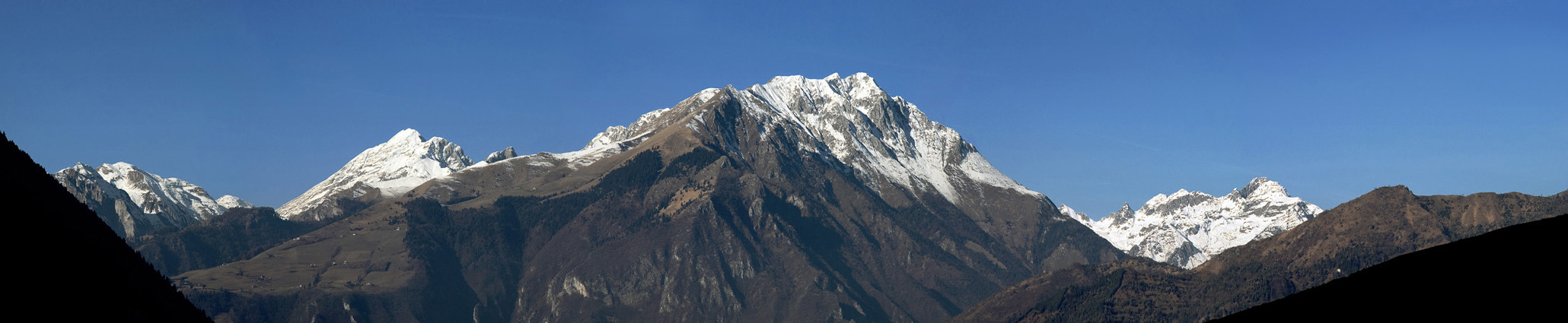
Le montagne che circondano Cerete a Nord/Ovest

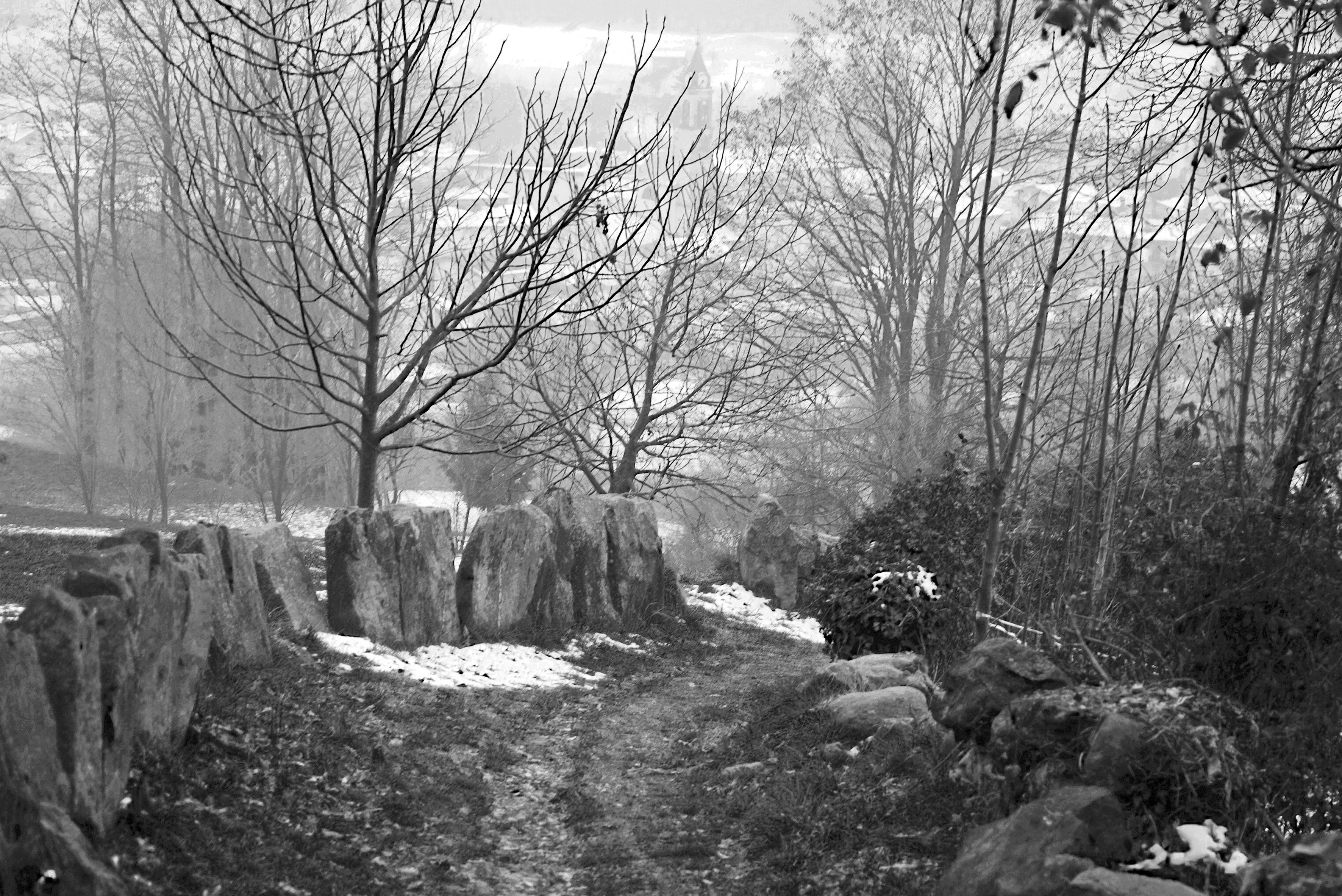
Via Mulina, antico tracciato viario di collegamento tra le frazioni alta e bassa di Cerete

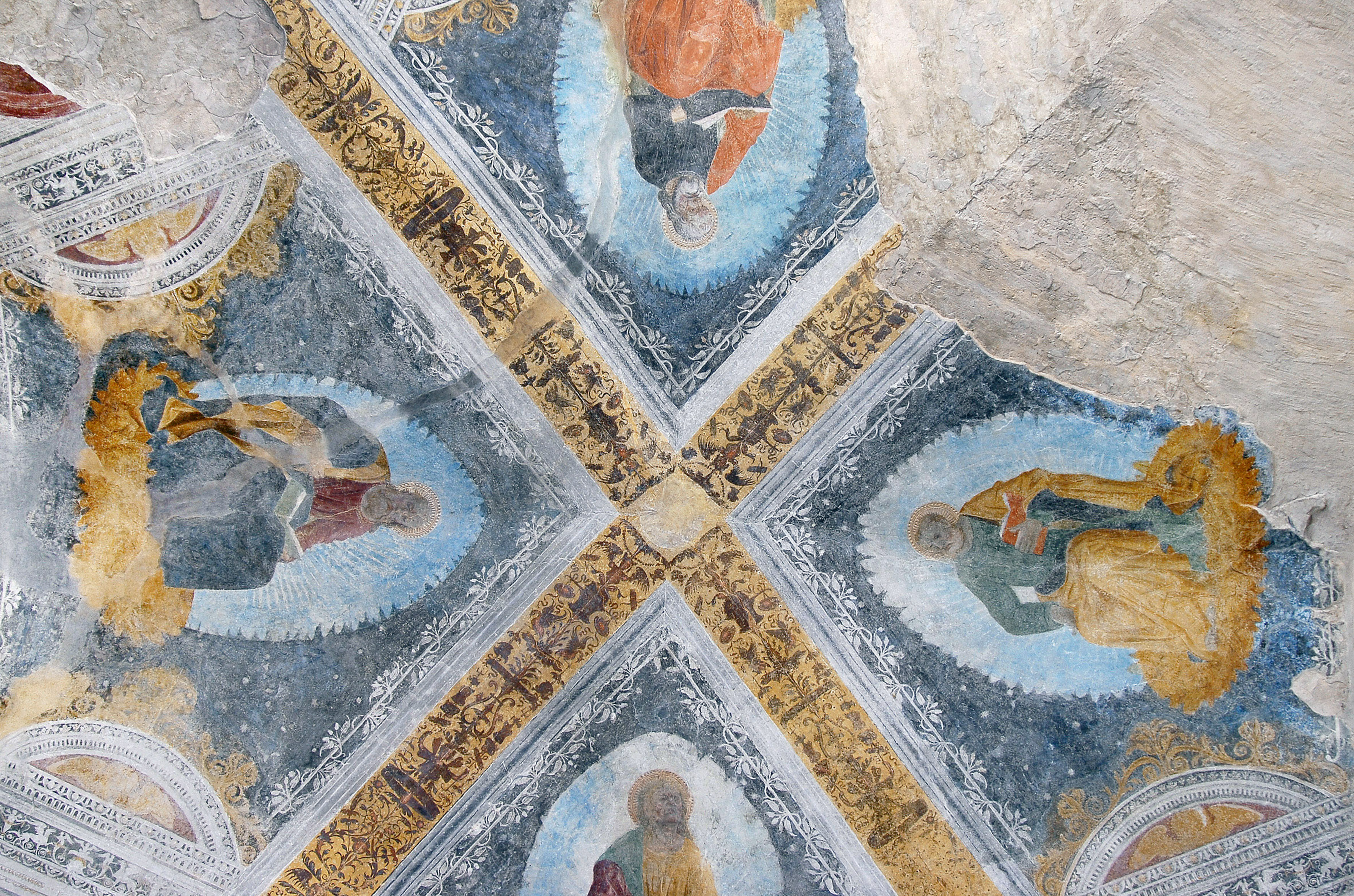
Seguace di Vincenzo Foppa, I quattro evangelisti (particolare). Cerete Alto, Cappella dell'Annunciata

Autore ignoto. Scena cavalleresca. Cerete Alto, Piazza Martiri della Libertà

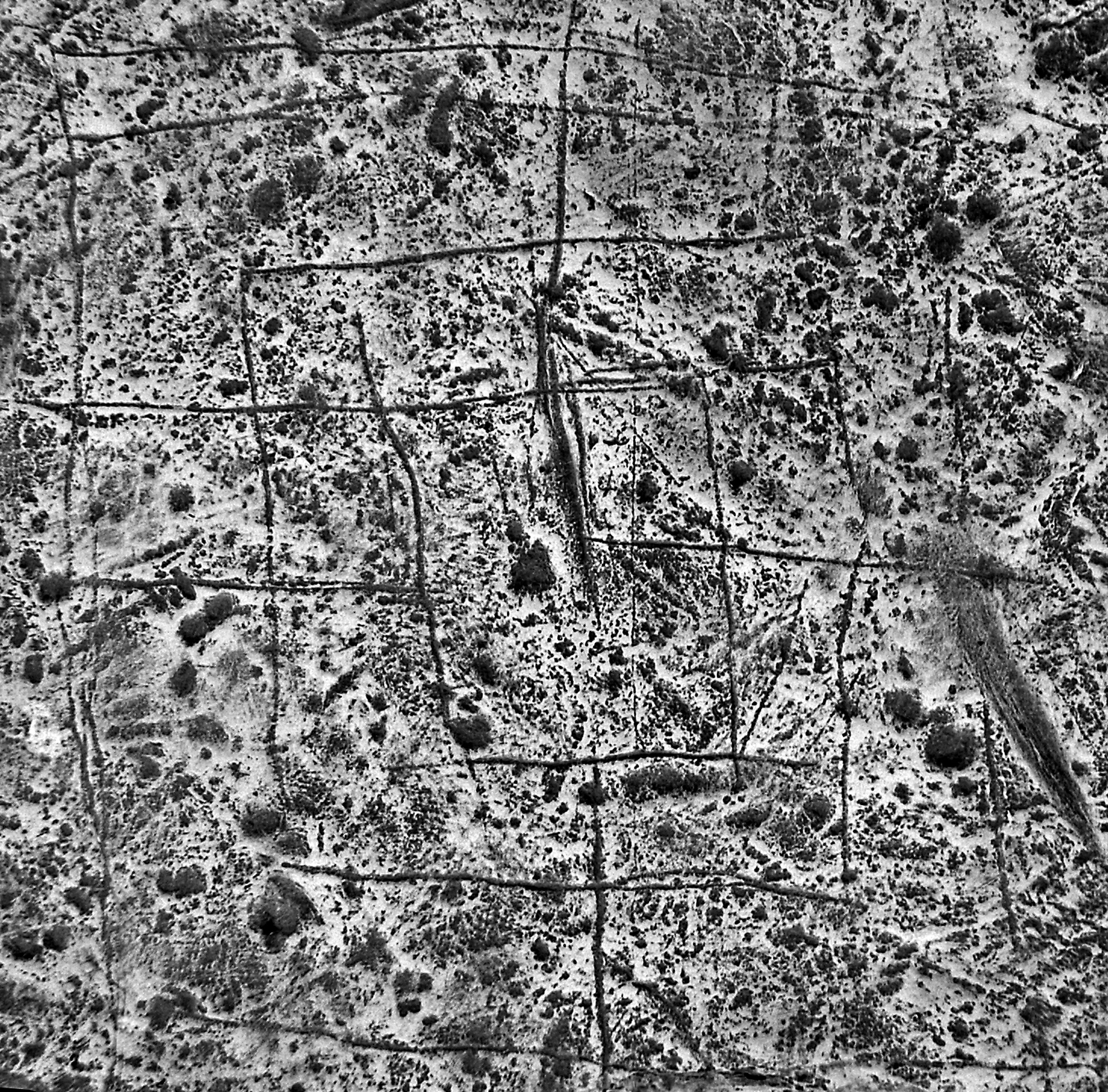
Frazione Novezio, graffito con il gioco del ”Tria” (negativo di frottaggio) inciso con tecnica filiforme su un masso erratico lungo la Vià di Cà

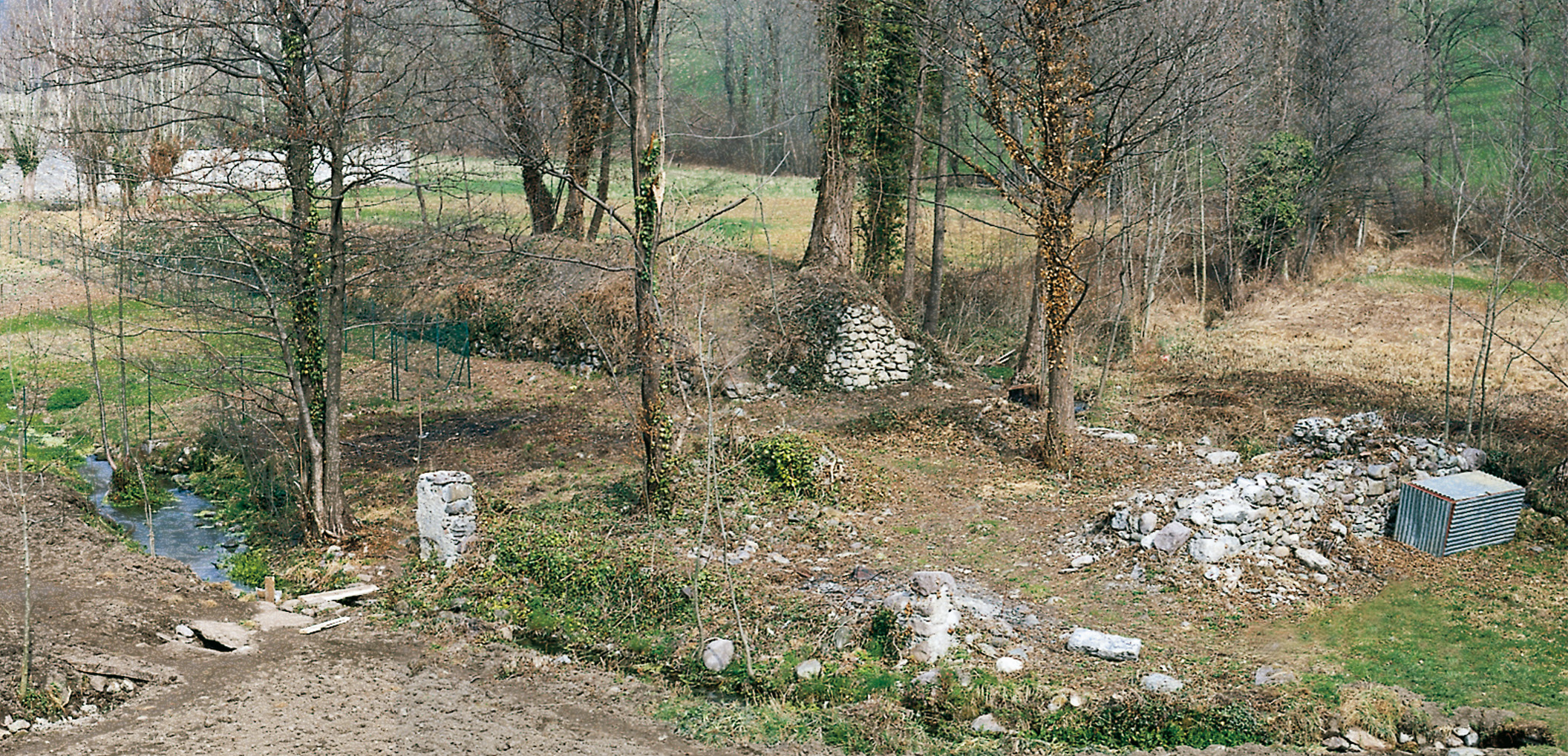
Rudere di antico mulino con pestello da corteccia in località Moia

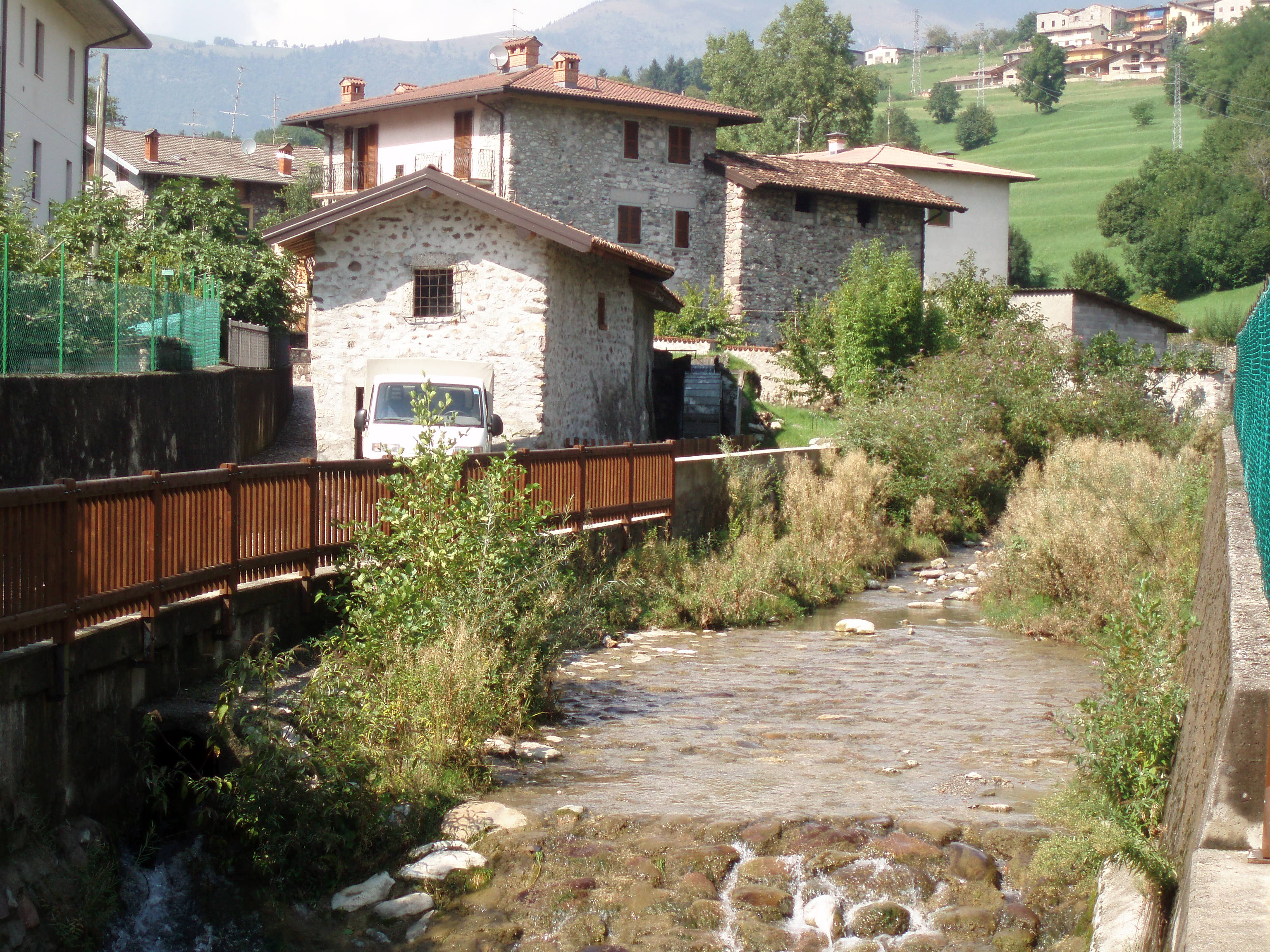
Il mulino da grano più antico di Cerete e il torrente Cula che lo affianca

## Storia
Le testimonianze archeologiche documentano la presenza umana già in epoca preistorica: ceramiche dell'età del ferro (in località Gavazzo), graffiti di epoca ancora imprecisata (in località Cedrini) e un blocco di ossidiana che permette di ipotizzare una frequentazione anche in epoca neolitica (in località Cedrini).
Una necropoli altomedievale è stata inoltre rinvenuta all'ingresso del paese, accanto alla chiesetta di San Rocco.
La prima menzione della località risale all'883 e riguarda la donazione da parte dell'imperatore Carlo III il Grosso al vescovo di Bergamo del piccolo monastero di San Michele Arcangelo in locum qui dicitur Cerretum. La donazione è confermata nell'895 da re Arnolfo di Carinzia e nel 901 dall'imperatore Ludovico IV il Fanciullo. Intorno al monastero dovette formarsi un centro abitato, tanto che la località viene menzionata come civitas in un atto di permuta dei terreni del 941 conservato nel Codex diplomaticus Langobardiae.
Attorno all'anno Mille si hanno notizie dell'esistenza di un palazzo episcopale del vescovo di Bergamo, dotato di torre, su piazza Giovanni XXIII. Il territorio doveva estendersi dal passo della Presolana fino ai confini fra Cerete e Sovere, quelli anteriori all'anno 1088, e comprendeva probabilmente i territori di Cerete, San Lorenzo di Rovetta, Songavazzo, Onore, Fino del Monte e Castione della Presolana.
Cerete Basso fu quindi annesso al comune di Gavazzo, ma mantenne l'obbligo di corrispondere le decime alla Curia. Il comune di Gavazzo, secondo un documento del 1212, comprendeva la zona sud di Rovetta, ovvero il territorio di San Lorenzo, con la parte orientale del monte Fogarolo fino alla "valle di Barcolo" (valle Faccanoni) e il territorio di Cerete collocato fra i torrenti Borlezza, Cula e Glerola. Cessò di esistere verso la metà del XIV secolo e Cerete divenne comune autonomo.
Nel 1697 arrivarono in paese le spoglie di san Vincenzo, martire romano, che furono ospitate nella chiesa parrocchiale.

### Simboli
Lo stemma e il gonfalone sono stati concessi con decreto del presidente della Repubblica del 21 marzo 1972.
Il leone è ripreso dal blasone di una delle più importanti famiglie nobiliari del paese: la famiglia Ferri. Le tre stelle rappresentano le frazioni di Cerete Alto, Cerete Basso e Novezio.
Il gonfalone è un drappo troncato di rosso e di nero.

## Monumenti e luoghi d'interesse
Il centro storico di Cerete Alto (Sede comunale) ha il suo fulcro nella piazza Martiri della Libertà, mentre quello di Cerete Basso nella piazza Giovanni XXIII.

### Chiesa parrocchiale di San Vincenzo martire a Cerete Basso
La chiesa di San Vincenzo è sicuramente la chiesa più antica, risalente all'anno mille, ed era annessa al palazzo episcopale.
Nella chiesa si conserva il Cristo Grande della bottega di Andrea Fantoni, la pala Ferri di Gianantonio Guardi, dieci importanti dipinti di Antonio Cifrondi, una Estasi di Santa Teresa d'Avila di Paolo Pagani e delle lunette affrescate da Carlo Gaudenzio Mignocchi.

### Chiesa parrocchiale dei Santi Apostoli Filippo e Giacomo a Cerete Alto
La chiesa è stata edificata dove sorgeva il castello medievale in sostituzione di una precedente, risalente al XV secolo, che era ubicata nella nuova piazza Martiri della Libertà.
La data di fondazione dell'edificio risale al 22 luglio 1711 e venne concluso nel 1725. La chiesa fu consacrata nel 1736 dal vescovo monsignor Antonio Redetti. I lavori per la sistemazione esterna si ultimarono nel 1751, infine nel 1914 fu aggiunto il campanile.
Il progetto architettonico è dello scultore Andrea Fantoni di Rovetta, in questa occasione eccezionalmente architetto. La chiesa conserva pregevoli opere di Pietro Della Vecchia, Antonio Cifrondi, Bortolo Litterini, Giambettino Cignaroli e della Bottega Fantoni.

### Santuario Natività di Maria a Novezio
Il santuario della Natività di Maria si trova nella piccola Frazione di Novezio nel comune di Cerete in provincia di Bergamo. È posizionata su uno spiazzo a ridosso della Valle di Trinale, sulla strada provinciale che collega l'abitato di Songavazzo con quello di Cerete Alto. Non è stato possibile accertare le origini del santuario e nemmeno i motivi che ne hanno determinato la costruzione. Su uno dei tre affreschi che ancora si possono ammirare all'esterno sulla parete sud, è riportata la data del 1453 ma le origini risalgono a tempi più lontani. L'interno affrescato da Antonio Brighenti nel 1883 custodisce anche tele di Pietro Ronzelli di Stezzano e del clusonese Antonio Cifrondi e sculture dei Fantoni). Il santuario è intitolato a Maria bambina, festeggiata la prima domenica di settembre (8 settembre Natività della Beata Vergine Maria), con la processione per le vie della frazione, con il porto della statua della Maria Bambina.

### Cappella dell'Annunciata
La piccola chiesa dell'Annunciata fu edificata tra il 1503 e il 1512 grazie al lascito testamentario di Giovanni Marinoni fu Fedrighino del 20 giugno 1483. L'edificio faceva parte della chiesa dei Santi Filippo e Giacomo risalente al XV secolo, come cappella privata della famiglia stessa, come risulta dal blasone visibile sulla parte superiore della facciata. Quando la chiesa dei santi fu demolita per la costruzione di quella nuova, la cappella dell'Annunciazione non subì la medesima sorte proprio perché di proprietà privata ma fu chiusa la facciata nella parte che la collegava con il corpo della chiesa. 
L'interno conserva dipinti rinascimentali dai primi anni del XVI secolo. 

Sul sagrato della chiesa è rimasto il sepulcreto anche questo appartenente alla famiglia Marinoni con tre repositori diversi per gli uomini, le donne e i bambini.

### Chiesa di San Rocco
Situata a nord-ovest della frazione di Cerete Basso è sorta probabilmente sulla sede della più antica chiesa parrocchiale. Il prato adiacente viene descritto nei documenti ("Rotolus Ecclesiae Sancti Vincentii de Cereto") come "cimitero antico" e vi furono infatti rinvenute tombe altomedioevali. 
Nel 1998 durante i lavori di ampliamento della strada e del cimitero, furono rinvenute alcune antiche sepolture risalenti all'epoca medioevale. Nel 1980 vennero intrapresi lavori di ristrutturazione trovandosi l'oratorio in grave stato di abbandono. I locali sono adibiti a uso espositivo di mostre e d'incontri culturali.

### Gli antichi mulini
L'abbondanza d'acqua, la particolare morfologia del territorio e il clima di Cerete Basso sono state le condizioni favorevoli che in passato hanno consentito di collocare in questa zona attività artigianali bisognose di forza idrica. Nel basso medioevo tutte le seriole e i mulini di Cerete Basso erano di proprietà del vescovo di Bergamo. Poi, in epoche più recenti, comuni limitrofi come Fino del Monte, Onore e Songavazzo hanno posseduto in questa terra dei propri mulini per la molinazione dei cereali. Oltre ai mulini da grano esistevano vari mulini con pestello da corteccia, folli, fucine, segherie, una cartiera e un filatoio per la seta. Cerete Basso è stato in passato un'importante realtà produttiva e due mulini da grano superstiti risultano competitivi. Sono stati rilevati almeno otto antichi mulini posti lungo il corso del Borlezza e del torrente Cula.

## Cultura

### Museo dei mulini, della macinazione e dei cereali
Il museo dei mulini Macer è stato inaugurato nel 2018 dai soci dell'associazione “La sorgente”. Il museo è dislocato all'interno dell'ex chiesa di San Rocco di Cerete. È stato creato per riproporre l'antica pratica della macinazione. Diffusa in tutta la Val Seriana, la macinazione è favorita dalla grande abbondanza di acqua che, in particolare a Cerete, è dovuta alla presenza dei torrenti Borlezza e Cula. Nasce con l'intento di trasferire ai più giovani i valori legati alla Val Borlezza, alla passione per il proprio territorio e alla propria storia. Tenendo le radici salde nella tradizione il Macer tramanda, attraverso i laboratori didattici proposti per le scuole, l'attenzione per la natura. Infatti è definito “Ecomuseo” perché, sfruttando la potenza dell'acqua per alimentare i mulini, rappresenta un modello di ecosostenibilità. All'interno del museo è presente un percorso storico con ricostruzioni di macine dell'età della pietra e macine antiche ancora funzionanti. All'esterno è situato il pestone, anch'esso alimentato ad acqua e utilizzato per estrarre il tannino utilizzato nella lavorazione delle pelli e della carta. A completamento del percorso del museo, all'esterno di esso, è situato un forno con il quale avviene la cottura del pane.

### Opere di artisti dal XV al XVIII secolo
A Cerete sono conservate opere di: Giacomo Borlone de Buschis, seguaci di Vincenzo Foppa, Pietro Ronzelli, Domenico Carpinoni, Pietro Vecchia, Antonio Cifrondi, Paolo Pagani, Bortolo Litterini, Giambettino Cignaroli, Antonio Corbarelli, Andrea Fantoni, Bottega Fantoni, Gianantonio Guardi.

## Società

### Evoluzione demografica
Abitanti censiti

## Amministrazione[24]
| Periodo        | Periodo        | Primo cittadino       | Partito                       | Carica                  | Note                              |
| -------------- | -------------- | --------------------- | ----------------------------- | ----------------------- | --------------------------------- |
| 1871           | 1873           | Giovanni Ferri        |                               | Sindaco                 | Eletto dal Consiglio Comunale     |
| 1873           | 1882           | Tobia Cominelli       |                               | Sindaco                 | Eletto dal Consiglio Comunale     |
| 1882           | 1884           | G. Battista Ghitti    |                               | Sindaco                 | Eletto dal Consiglio Comunale     |
| 1884           | 1886           | Giuseppe Oprandi      |                               | Sindaco                 | Eletto dal Consiglio Comunale     |
| 1886           | 1887           | Giovanni Ferri        |                               | Sindaco                 | Eletto dal Consiglio Comunale     |
| 1887           | 1896           | Luigi Ferri           |                               | Sindaco                 | Eletto dal Consiglio Comunale     |
| 1896           | 1905           | Rocco Ferri           |                               | Sindaco                 | Eletto dal Consiglio Comunale     |
| 1905           | 1910           | Francesco Ferri       |                               | Sindaco                 | Eletto dal Consiglio Comunale     |
| 1910           | 1914           | Elia Ferri            |                               | Sindaco                 | Eletto dal Consiglio Comunale     |
| 1914           | 1920           | Giovanni Oprandi      |                               | Sindaco                 | Eletto dal Consiglio Comunale     |
| 1920           | 1926           | Francesco Rossi       |                               | Sindaco                 | Eletto dal Consiglio Comunale     |
| 1926           | 1929           | Giuseppe Valesini     |                               | Podestà                 | Nominato dalla Prefettura         |
| 1929           | 1933           | Pietro Conti          |                               | Commissario prefettizio | Nominato dalla Prefettura         |
| 1933           | 1935           | Angelo Marinoni       |                               | Podestà                 | Nominato dalla Prefettura         |
| 1935           | 1941           | Carlo Ghitti          |                               | Podestà                 | Nominato dalla Prefettura         |
| 1941           | 1943           | Arturo Ferri          |                               | Podestà                 | Nominato dalla Prefettura         |
| 1943           | 1945           | Bortolo Rossi         |                               | Podestà                 | Nominato dalla Prefettura         |
| 1945           | 1960           | Egidio Roberto Ferri  |                               | Sindaco                 | Eletto dal Consiglio Comunale     |
| 1960           | 1965           | Carlo Ghitti          |                               | Sindaco                 | Eletto dal Consiglio Comunale     |
| 1965           | 1970           | Giacomo Angelini      |                               | Sindaco                 | Eletto dal Consiglio Comunale     |
| 1970           | 1975           | Francesco Facchinetti |                               | Sindaco                 | Eletto dal Consiglio Comunale     |
| 1975           | 1980           | Guido Cominelli       |                               | Sindaco                 | Eletto dal Consiglio Comunale     |
| 1980           | 1990           | Gianfranco Gabrieli   |                               | Sindaco                 | Eletto dal Consiglio Comunale     |
| 1990           | 1995           | Zaverio Oprandi       |                               | Sindaco                 | Eletto dal Consiglio Comunale     |
| 24 aprile 1995 | 13 giugno 1999 | Zaverio Oprandi       | lista civica                  | Sindaco                 | Eletto direttamente dai cittadini |
| 14 giugno 1999 | 13 giugno 2004 | Zaverio Oprandi       | lista civica                  | Sindaco                 | Eletto direttamente dai cittadini |
| 14 giugno 2004 | 7 giugno 2009  | Gianfranco Gabrieli   | lista civica                  | Sindaco                 | Eletto direttamente dai cittadini |
| 8 giugno 2009  | 25 maggio 2014 | Adriana Ranza         | lista civica Uniti per Cerete | Sindaco                 | Eletto direttamente dai cittadini |
| 26 maggio 2014 | 26 maggio 2019 | Cinzia Locatelli      | lista civica Cerete Futura    | Sindaco                 | Eletto direttamente dai cittadini |
| 27 maggio 2019 | in carica      | Cinzia Locatelli      | lista civica Cerete Futura    | Sindaco                 | Eletto direttamente dai cittadini |